# Форхгеймер, Филипп
Филипп Форхгеймер  (нем. Philipp Forchheimer; 7 августа 1852, Вена — 2 октября 1933, Дюрнштайн, Нижняя Австрия) — австрийский гидролог и инженер.

## Биография
Родился 7 августа 1852 года в Вене в семье нумизмата Эдуарда Форхгеймера (1820—1907).
В 1873 году получил диплом инженера в Цюрихской высшей технической школе, а затем докторскую степень в Тюбингене.
Был профессором в Аахене и Граце (1894–1914); в 1896—1897 годах был ректором Грацкого технического университета. Помимо преподавательской деятельности, он работал консультантом по строительным проектам; внес предложение о строительстве туннеля под проливом Ла-Манш.
Форхгеймер был пионером в области гражданского строительства и практической гидравлики. Он ввёл в гидравлику математическую методологию и тем самым поставил её на научную основу. В частности, он применил уравнение Лапласа к расчётам потока грунтовых вод и таким образом вывел формулы для скважин. В уравнении Форхгеймера он расширил уравнение Дарси для потока грунтовых вод, включив в него турбулентный член.
Умер 2 октября 1933 года в Дюрнштайне.